# 久成坊

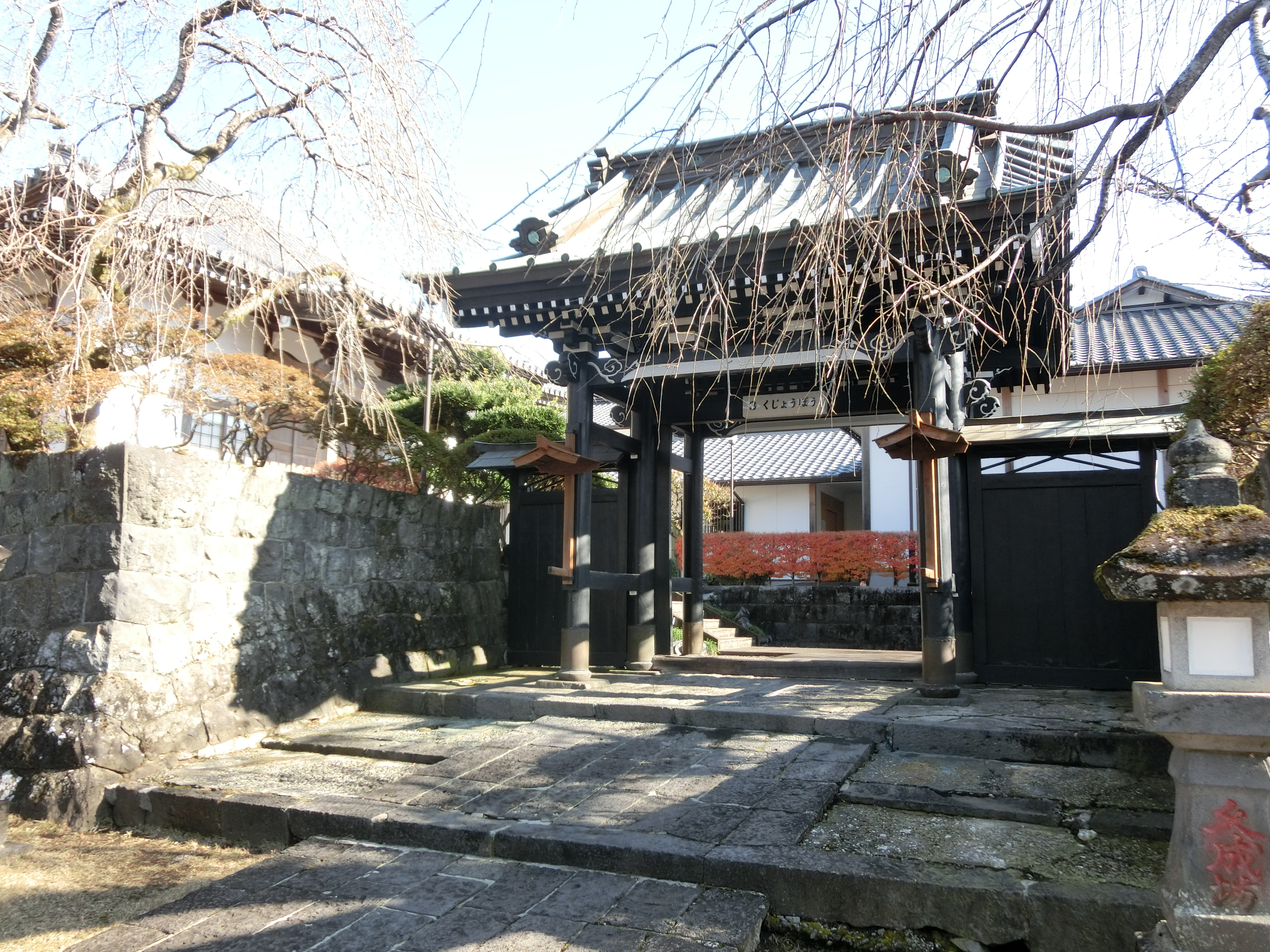
久成坊

久成坊（くじょうぼう）は、日蓮正宗総本山大石寺の塔中坊の一つ。表塔中にある。

## 歴史
- 1290年（正応3年） - 大石寺創建と同時に第3祖日目の弟子である日尊を開基として建立される。
- 1802年（享和2年） - 後の第46世日調が5年に渡り居住する。
- 1875年（明治8年） - 小学校の分校観成洞が設置される。
- 1879年（明治12年）8月21日 - 観成洞が廃校となり芙蓉館に合併される。
- 1957年（昭和32年）7月26日 - 改築される。第65世日淳の大導師で新築落慶法要が行われる。
- 2007年（平成19年）11月15日 - 立正安国論正義顕揚750年記念局総本山総合整備事業の一環として改築される。第68世日如の大導師で新築落慶法要が行われる。安置の御本尊は旧本堂と同一である（17世日精が書写）。